# Berlin Südkreuz (nádraží)
Nádraží Berlin Südkreuz (německy Bahnhof Berlin Südkreuz) je železniční stanice v německém hlavním městě Berlín. Stanice byla původně otevřena v roce 1898 a je to přestupní stanice. V horní části stanice zastavuje linka S-Bahn Berliner Ringbahn. V dolní části stanice zastavují linky Anhalter Bahn a Dresdner Bahn. Stanice byla přestavěna od 90. let 20. století do roku 2006. 28. května 2006 byla přejmenovaná z původního názvu Berlin Papestraße na Berlin Südkreuz.